# Thailand Open 2 2024 - Doppio
Il doppio femminile del torneo di tennis professionistico Thailand Open 2 2024, facente parte della categoria WTA 250 nell'ambito del WTA Tour 2024, si gioca dal 16 al 22 settembre 2024 a Hua Hin, in Thailandia.
In finale Anna Danilina e Irina Chromačëva hanno sconfitto Eudice Chong e Moyuka Uchijima con il punteggio di 6-4, 7-5. É l'ottavo titolo in carriera per Danilina e il settimo per Chromačëva, ed è il terzo della coppia e il secondo consecutivo.
Miyu Katō e Aldila Sutjiadi erano le detentrici del titolo, ma Sutjiadi ha scelto di non prendere parte a questa edizione del torneo, mentre Katō ha scelto di partecipare nel concomitante torneo di Seul.

## Teste di serie
1. Anna Danilina /  Irina Chromačëva (campionesse)
2. Tímea Babos /  Anna Sisková (primo turno)

1. Angelica Moratelli /  Sabrina Santamaria (primo turno)
2. Anna Bondár /  Mayar Sherif (ritirate)

## Wildcard
1. Viktorija Golubic /  Lanlana Tararudee (primo turno)

1. Thasaporn Naklo /  Bunyawi Thamchaiwat (primo turno)

## Alternate
1. Ma Yexin /  Zheng Saisai (primo turno)

## Tabellone

### Legenda
| - Q = Qualificato - WC = Wild card - LL = Lucky loser | - ALT = Alternate - SE = Special Exempt - PR = Protected Ranking | - w/o = Walkover - r = Ritirato - d = Squalificato |

|  | Primo turno | Primo turno              | Primo turno             | Primo turno | Primo turno |  |  | Quarti di finale | Quarti di finale        | Quarti di finale        | Quarti di finale       | Quarti di finale      |   |   | Semifinali | Semifinali                     | Semifinali                     | Semifinali                   | Semifinali                   |   |   | Finale | Finale | Finale | Finale | Finale |  |
|  |             |                          |                         |             |             |  |  |                  |                         |                         |                        |                       |   |   |            |                                |                                |                              |                              |   |   |        |        |        |        |        |  |
|  | 1           | A Danilina I Chromačëva  | A Danilina I Chromačëva | 6           | 7           |  |  |                  |                         |                         |                        |                       |   |   |            |                                |                                |                              |                              |   |   |        |        |        |        |        |  |
|  | WC          | V Golubic L Tararudee    | V Golubic L Tararudee   | 4           | 5           |  |  | 1                | A Danilina I Chromačëva | A Danilina I Chromačëva | 6                      | 6                     |   |   |            |                                |                                |                              |                              |   |   |        |        |        |        |        |  |
|  |             | V Gracheva C Tauson      | V Gracheva C Tauson     | 3           | 3           |  |  |                  | J Aney L Papadakis      | J Aney L Papadakis      | 3                      | 2                     |   |   |            |                                |                                |                              |                              |   |   |        |        |        |        |        |  |
|  |             | J Aney L Papadakis       | J Aney L Papadakis      | 6           | 6           |  |  |                  |                         |                         |                        |                       |   |   | 1          | A Danilina I Chromačëva        | A Danilina I Chromačëva        | 6                            | 6                            |   |   |        |        |        |        |        |  |
|  | 3           | A Moratelli S Santamaria | 1                       | 6           | [6]         |  |  |                  |                         |                         | A Barnett M Brooks     | A Barnett M Brooks    | 2 | 3 |            |                                |                                |                              |                              |   |   |        |        |        |        |        |  |
|  |             | A Barnett M Brooks       | 6                       | 4           | [10]        |  |  |                  | A Barnett M Brooks      | A Barnett M Brooks      | 2                      |                       |   |   |            |                                |                                |                              |                              |   |   |        |        |        |        |        |  |
|  |             | J Fett M Hontama         | J Fett M Hontama        | 6           | 6           |  |  |                  | J Fett M Hontama        | J Fett M Hontama        | 2                      | r                     |   |   |            |                                |                                |                              |                              |   |   |        |        |        |        |        |  |
|  |             | F Christie Y Lizarazo    | F Christie Y Lizarazo   | 2           | 4           |  |  |                  |                         |                         |                        |                       |   |   | 1          | Anna Danilina Irina Chromačëva | Anna Danilina Irina Chromačëva | 6                            | 7                            |   |   |        |        |        |        |        |  |
|  |             | S Feng P Plipuech        | S Feng P Plipuech       | 1           | 4           |  |  |                  |                         |                         |                        |                       |   |   |            |                                |                                | Eudice Chong Moyuka Uchijima | Eudice Chong Moyuka Uchijima | 4 | 5 |        |        |        |        |        |  |
|  |             | E-s Liang Q Tang         | E-s Liang Q Tang        | 6           | 6           |  |  |                  | E-s Liang Q Tang        | 6                       | 5                      | [7]                   |   |   |            |                                |                                |                              |                              |   |   |        |        |        |        |        |  |
|  |             | E Chong M Uchijima       | E Chong M Uchijima      | 6           | 6           |  |  |                  | E Chong M Uchijima      | 4                       | 7                      | [10]                  |   |   |            |                                |                                |                              |                              |   |   |        |        |        |        |        |  |
|  | Alt         | Y Ma S Zheng             | Y Ma S Zheng            | 2           | 2           |  |  |                  |                         |                         |                        |                       |   |   |            | E Chong M Uchijima             | E Chong M Uchijima             | 7                            | 6                            |   |   |        |        |        |        |        |  |
|  |             | L Salden K Zimmermann    | L Salden K Zimmermann   | 6           | 7           |  |  |                  |                         |                         | L Salden K Zimmermann  | L Salden K Zimmermann | 5 | 4 |            |                                |                                |                              |                              |   |   |        |        |        |        |        |  |
|  | WC          | T Naklo B Thamchaiwat    | T Naklo B Thamchaiwat   | 3           | 5           |  |  |                  | L Salden K Zimmermann   | L Salden K Zimmermann   | L Salden K Zimmermann  | w/o                   |   |   |            |                                |                                |                              |                              |   |   |        |        |        |        |        |  |
|  |             | N Podoroska K Volynets   | N Podoroska K Volynets  | 6           | 7           |  |  |                  | N Podoroska K Volynets  | N Podoroska K Volynets  | N Podoroska K Volynets |                       |   |   |            |                                |                                |                              |                              |   |   |        |        |        |        |        |  |
|  | 2           | T Babos A Sisková        | T Babos A Sisková       | 1           | 64          |  |  |                  |                         |                         |                        |                       |   |   |            |                                |                                |                              |                              |   |   |        |        |        |        |        |  |